# سارکیس بالویان
سارکیس بالویان (روسی: Саркис Грачяевич Балоян؛ زادهٔ ۲۴ اوت ۱۹۹۲) بازیکن فوتبال ارمنی‌تبار اهل روسیه است.

## باشگاهی
از باشگاه‌هایی که در آن بازی کرده‌است می‌توان به باشگاه فوتبال پیونیک و باشگاه فوتبال بانانتس اشاره کرد.